# Linth
Die Linth ist zusammen mit ihren Oberläufen ein etwas über 65 Kilometer langer Fluss in den Schweizer Kantonen Glarus, St. Gallen und Schwyz, der in den Obersee mündet.

## Name
In einer Urkunde aus dem Jahr 1003 (oder 1063) wird der Fluss als usque ad medium fluminis linte erstmals schriftlich genannt. Der Name geht auf das keltische Wort *lendā für „Wasser, See“ zurück (vergleiche hierzu walisisch llyn „See“).

## Geographie

### Verlauf
Die Linth gilt als Oberlauf der Limmat. Sie liefert über zwei Drittel des Wassers aller Zuflüsse des Zürichsees, dessen Abfluss die Limmat ist. Die Linth entspringt im Tödi-Massiv. Ihren Namen führt sie ab dem Zusammenfluss von Limmerenbach und Sandbach, dem deutlich grösseren Quellbach. Er entspringt als Oberstafelbach unterhalb des Claridenfirns. Im Quellgebiet stehen unter anderem die Kraftwerke Linth-Limmern mit der Nordostschweizerischen Kraftwerke AG als Mehrheitsaktionärin. Die Linth fliesst nordwärts durch das Glarnerland und vereinigt sich in Schwanden mit dem Sernf, der von Elm herunter kommt. Danach durchfliesst sie Mitlödi, Ennenda, Glarus, Netstal und Näfels. Bei Netstal nimmt sie auf der linken Seite den Löntsch auf.
Seit der Linthkorrektion fliesst die Linth im Escherkanal in den Walensee, den sie bei Weesen im Linthkanal wieder verlässt, durchfliesst die Linthebene und mündet bei Schmerikon in den oberen Zürichsee. Bei Ziegelbrücke mündet links der von der Rauti und dem Niederurner Dorfbach bewässerte Industriekanal in den Linthkanal. Etwa 130 Meter oberhalb der Brücke der Linksufrigen Zürichseebahn in Ziegelbrücke befindet sich eine starke Stromschnelle. Ab Ziegelbrücke verlaufen parallel zum Linthkanal auf den Dämmen je ein Wanderweg, ein seitlicher Entwässerungskanal, die 380-kV-Leitungen Tavanasa-Breite und Sils-Fällanden (mit v-förmigen Isolatoren) sowie weitere Energietrassen.
Vor der Linthkorrektion durch Hans Conrad Escher und Johann Gottfried Tulla vereinigte sich bei Ziegelbrücke die Linth (damals rund 32 m³/s) mit der Maag (damals rund 23 m³/s), dem früheren Ausfluss des Walensees. Ab dort mäandrierte die Linth stark und war durch die Anlagerungen von Sandbänken nur bedingt schiffbar.

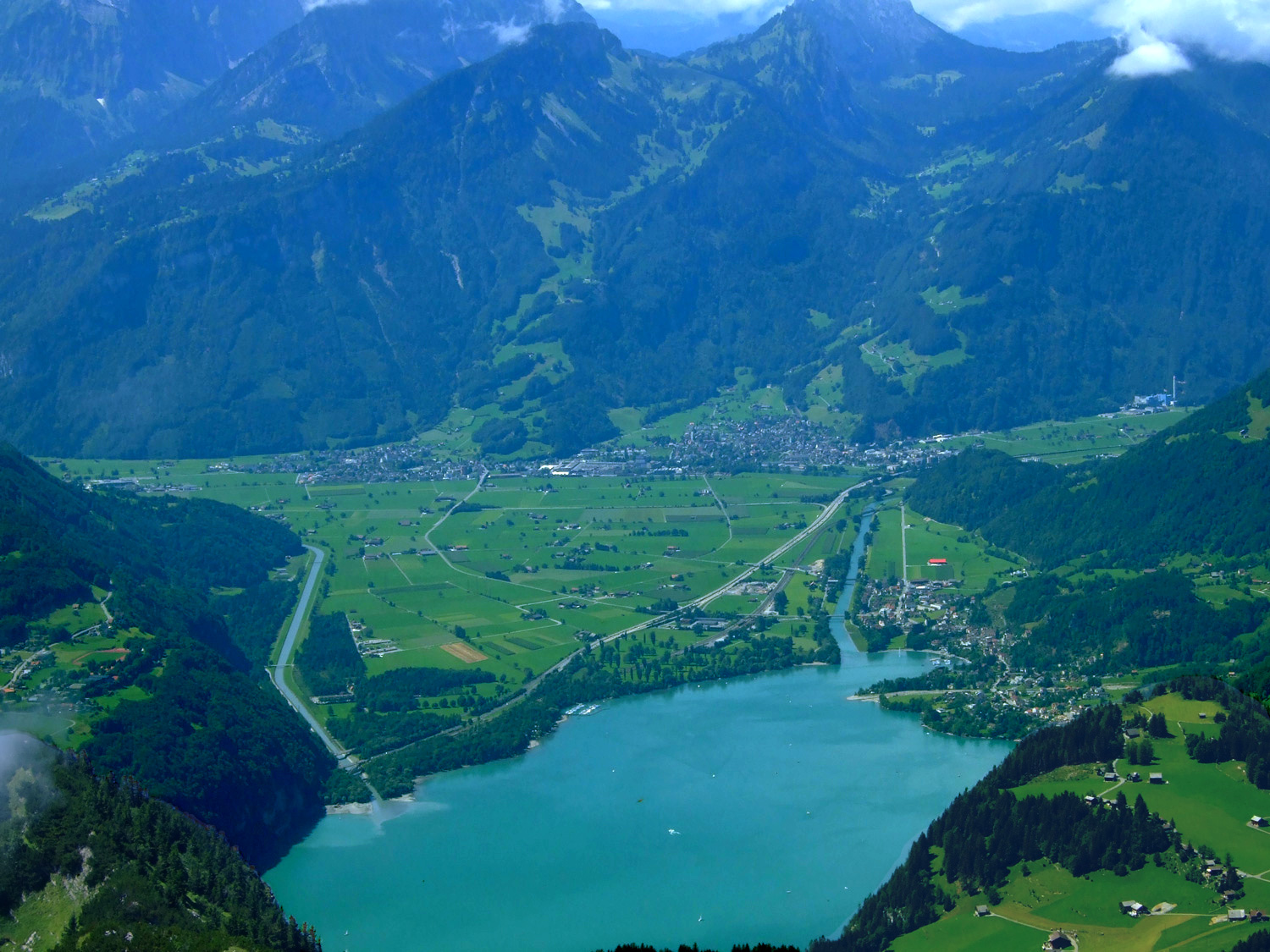
Der Walensee mit dem Zufluss der Linth durch den Escherkanal sowie dem Ausfluss in Richtung Zürichsee bei Weesen vom Leistchamm aus
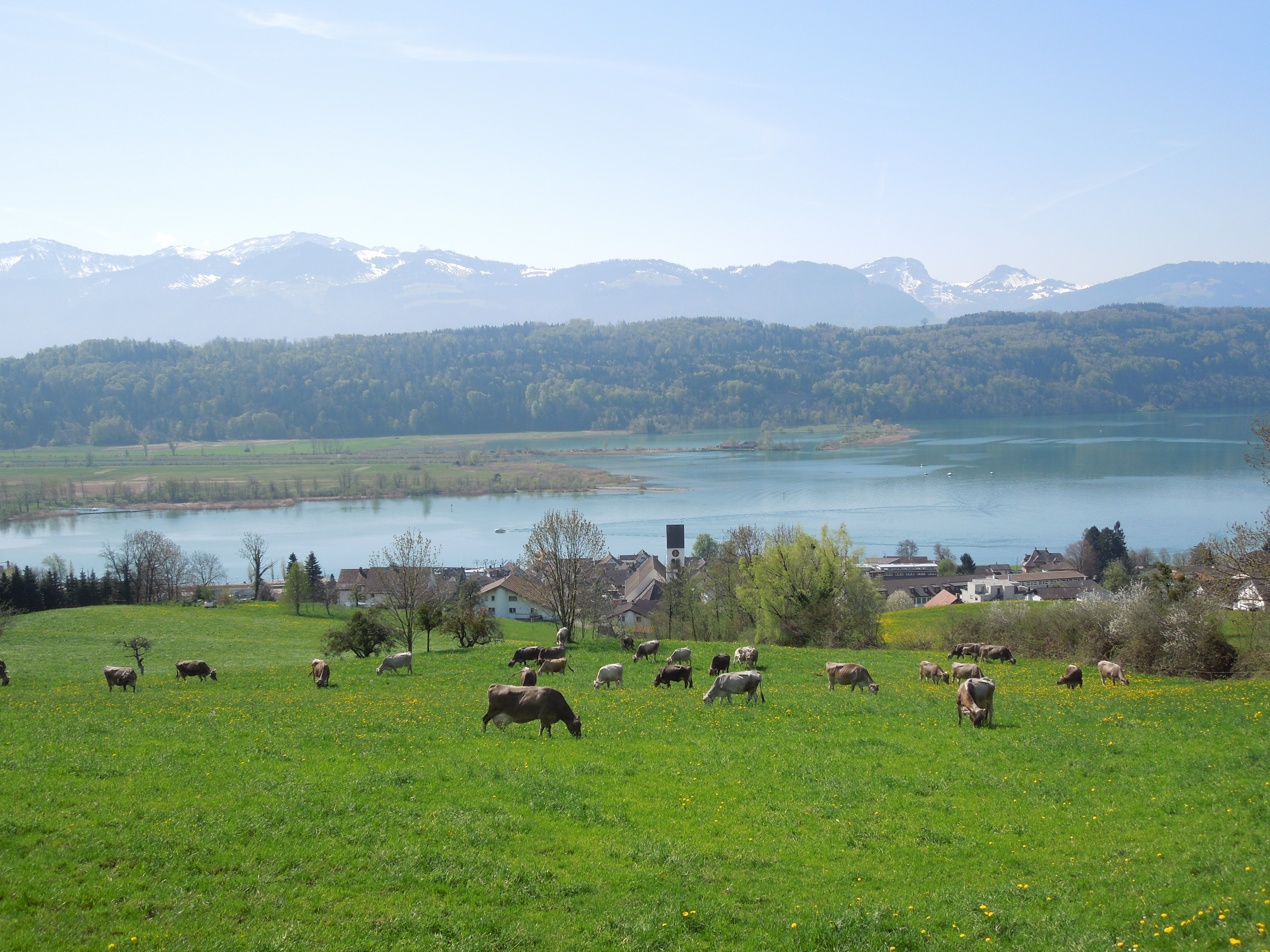
Die Mündung der Linth in den Zürichsee bei Schmerikon. Das ausgebaggerte ehemalige Delta bildet heute das Naturschutzgebiet Bätzimatt

### Einzugsgebiet
Das 1.141,75 km² grosse Einzugsgebiet der Linth liegt in den Glarner Alpen und im Schweizer Mittelland und wird durch sie über die Limmat, die Aare und den Rhein zur Nordsee entwässert.
Es besteht zu 30,6 % aus bestockter Fläche, zu 33,6 % aus Landwirtschaftsfläche, zu 2,8 % aus Siedlungsflächen und zu 33,0 % aus unproduktiven Flächen.
Flächenverteilung
Die mittlere Höhe des Einzugsgebietes beträgt 1553,7 m ü. M.

### Zuflüsse
Grössere Zuflüsse von links sind der Fätschbach, der Löntsch, die Rauti und die Alt Linth, von rechts der Sernf, der Aubach und der Steinenbach.
Die Seez und der Murgbach münden als wichtige Zuflüsse in den Walensee.
| Name               | GKZ      | Lage   | Länge in km | EZG in km² | MQ in m³/s | Mündung Koordinaten                       | Mündungshöhe in m | Bemerkungen                                                                                |
| ------------------ | -------- | ------ | ----------- | ---------- | ---------- | ----------------------------------------- | ----------------- | ------------------------------------------------------------------------------------------ |
| Sandbach           | CH000755 | links0 | 009,0000    | 0047,850   | 0003,190   | bei Üelialp, Linthal                      | 101000000         | Hauptquellbach Oberlaufname: Oberstafelbach                                                |
| Limmerenbach       | CH000756 | rechts | 007,4000    | 0027,720   | 0001,570   | bei Üelialp, Linthal                      | 101000000         | Nebenquellbach Entwässert den Limmerensee                                                  |
| Wildwüestibach     | GL310476 | rechts | 002,8000    | 0001,810   |            | oberhalb Tierfehd, Linthal                | 80900000          |                                                                                            |
| Fisetenbach        | CH002515 | links0 | 005,2000    | 0006,930   | 0000,450   | nach Tierfehd, Linthal                    | 79800000          |                                                                                            |
| Furbach            | CH002514 | rechts | 003,2000    | 0002,830   |            | nach Tierfehd, Linthal                    | 79700000          |                                                                                            |
| Namenloser Bach    | GL310453 | rechts | 001,5000    | 0000,650   |            | bei Oberreiti, Linthal                    | 79100000          |                                                                                            |
| Bodenbach          | CH002513 | rechts | 003,9000    | 0004,040   | 0000,240   | bei Laueli, Linthal                       | 77800000          |                                                                                            |
| Fätschbach         | CH000754 | links0 | 013,6000    | 0042,620   | 0003,000   | bei Rubschen, Linthal                     | 71400000          | Alternativname: Fätsch                                                                     |
| Brummbach          | CH002509 | links0 | 004,9000    | 0015,720   | 0001,000   | bei der Talstation Braunwaldbahn, Linthal | 64100000          |                                                                                            |
| Durnagel           | CH002507 | rechts | 008,2000    | 0018,770   | 0001,270   | bei Sätliboden, Rüti                      | 63300000          | Alternativname: Durnagelbach                                                               |
| Schüttirus         | CH002506 | rechts | 002,1000    | 0001,390   |            | beim Bahnhof Rüti, Rüti                   | 62100000          | Alternativname: Schüttenruus                                                               |
| Schlattbach        | CH005591 | links0 | 002,2000    | 0001,670   |            | bei Holgand, Rüti                         | 61100000          |                                                                                            |
| Diesbach           | CH002502 | rechts | 006,4000    | 0011,860   |            | bei Diesbach                              | 58800000          |                                                                                            |
| Rusenbach          | GL310368 | links0 | 001,4000    | 0000,670   |            | bei Michelerlen, Diesbach                 | 57900000          |                                                                                            |
| Rufirus            | CH002523 | rechts | 002,4000    | 0002,120   |            | bei Hätzingen                             | 57700000          |                                                                                            |
| Bächibach          | CH002500 | links0 | 005,6000    | 0017,060   | 0001,080   | bei Luchsingen                            | 56500000          | Alternativname: Bösbächibach                                                               |
| Steinigerbach      | CH002499 | links0 | 001,7000    | 0003,420   |            | bei Leuggelbach                           | 54700000          | Alternativname: Leuggelbach                                                                |
| Haslerbach         | CH002498 | rechts | 003,2000    | 0002,390   |            | bei Haslen                                | 54400000          |                                                                                            |
| Sernf              | CH000345 | rechts | 024,6000    | 0210,140   | 0010,400   | im Dorfzentrum von Schwanden              | 51800000          | Alternativname: Sernft Grösster Nebenfluss der Linth                                       |
| Guppenrus          | CH002471 | links0 | 003,8000    | 0003,510   |            | bei Steg, Mitlödi                         | 50600000          |                                                                                            |
| Milchbach          | CH002470 | rechts | 002,4000    | 0003,050   |            | bei Hüsliguet, Mitlödi                    | 49300000          |                                                                                            |
| Hanslirus          | CH002469 | links0 | 002,7000    | 0002,170   |            | bei Höfli, Mitlödi                        | 49000000          |                                                                                            |
| Geissbach          | GL310255 | rechts | 000,9000    | 0004,200   |            | bei Tagwensbühl, Ennenda                  | 48300000          |                                                                                            |
| Bachselirus        | GL310249 | rechts | 001,4000    | 0001,510   |            | bei Alpenbrüggli, Ennenda                 | 46400000          |                                                                                            |
| Löntsch            | CH002260 | links0 | 006,4000    | 0090,930   | 0003,810   | bei Netstal                               | 45300000          | Entwässert den Klöntalersee                                                                |
| Schlattbach        | CH002459 | rechts | 004,4000    | 0002,790   |            | bei Netstal                               | 45200000          |                                                                                            |
| Filzbach           | CH000302 | rechts | 004,1000    | 0005,900   |            | bei Filzbach                              | 41900000          | Mündet in den Walensee                                                                     |
| Meerenbach         | CH002541 | rechts | 005,9000    | 0008,990   |            | bei Mühlehorn                             | 41900000          | Mündet in den Walensee                                                                     |
| Rötibach           | CH002540 | rechts | 004,2000    | 0003,850   |            | bei Tiefenwinkel, Mühlehorn               | 41900000          | Mündet in den Walensee                                                                     |
| Murgbach           | CH000349 | rechts | 013,2000    | 0041,740   | 0003,650   | bei Murg                                  | 41900000          | Alternativname: Murg Mündet in den Walensee                                                |
| Talbach (Quarten)  | CH002534 | rechts | 005,7000    | 0006,890   | 0000,530   | bei Quarten                               | 41900000          | Mündet in den Walensee                                                                     |
| Talbach (Mols)     | CH002533 | rechts | 003,0000    | 0003,170   | 0000,050   | bei Mols                                  | 41900000          | Mündet in den Walensee                                                                     |
| Chirchenbach       | CH013676 | rechts | 004,7000    | 0002,380   |            | bei Mols                                  | 41900000          | Mündet in den Walensee                                                                     |
| Schreienbach       | CH013677 | rechts | 002,4000    | 0001,460   | 0000,150   | bei Mols                                  | 41900000          | Mündet in den Walensee                                                                     |
| Seez               | CH000331 | rechts | 032,8000    | 0203,730   | 0007,690   | bei Walenstadt                            | 41900000          | Mündet in den Walensee Zweitgrösster Nebenfluss der Linth                                  |
| Tscherlerbach      | CH002543 | rechts | 002,3000    | 0049,230   | 0001,230   | beim Waffenplatz Walenstadt               | 41900000          | Mündet in den Walensee                                                                     |
| Helgenbach         | CH002532 | rechts | 001,7000    | 0002,400   |            | bei Seemühle, Walenstadtberg              | 41900000          | Mündet in den Walensee                                                                     |
| Vorderer Josenbach | CH002531 | rechts | 001,7000    | 0000,800   |            | bei Josen, Walenstadtberg                 | 41900000          | Mündet in den Walensee                                                                     |
| Aubach             | CH013842 | rechts | 001,3000    | 0001,050   |            | bei Au, Quinten                           | 41900000          | Mündet in den Walensee                                                                     |
| Ofenlochbach       | CH013634 | rechts | 001,2000    | 0001,510   |            | bei Bünten, Quinten                       | 41900000          | Mündet in den Walensee                                                                     |
| Seerenbach         | CH002529 | rechts | 005,5000    | 0006,910   | 0000,530   | bei Seeren, Amden                         | 41900000          | Die Seerenbachfälle bestehen aus einer dreistufigen Kaskade Mündet in den Walensee         |
| Sellbach           | CH013637 | rechts | 003,5000    | 0003,470   |            | bei Talegg, Amden                         | 41900000          | Mündet in den Walensee                                                                     |
| Fallenbach         | CH002526 | rechts | 005,9000    | 0009,400   | 0000,680   | bei Muslen, Amden                         | 41900000          | Mündet in den Walensee                                                                     |
| Flibach            | CH002524 | rechts | 005,5000    | 0008,960   | 0000,640   | bei Weesen                                | 41900000          | Alternativname: Flybach Mündet in den Walensee                                             |
| Maag               | SG492867 | rechts | 003,1000    | 0002,340   |            | beim Biberlichopf, Schänis                | 41900000          | Alternativname: Weeser Linth Abfluss aus dem Linthkanal Mündet in den Linthkanal           |
| Rauti              | CH002451 | links0 | 009,1000    | 0065,640   | 0003,310   | bei Ziegelbrücke, Glarus Nord             | 41800000          | Alternativname: Mülibach (CH002450) Mündet in den Linthkanal                               |
| Ziegelbach         | CH002447 | rechts | 003,4000    | 0002,070   |            | bei Ziegelbrücke, Schänis                 | 41800000          | Mündet in den Linthkanal                                                                   |
| Rütibach           | CH002444 | links0 | 002,6000    | 0000,690   | 0000,190   | bei Bilten                                | 41600000          | Mündet in den Hintergraben                                                                 |
| Biltnerbach        | CH002443 | links0 | 005,5000    | 0004,730   | 0000,230   | bei Bilten                                | 41400000          | Mündet in den Linthkanal                                                                   |
| Aubach             | CH000562 | rechts | 007,5000    | 0032,700   | 0001,280   | bei Hänggelgiessen, Benken                | 41200000          | Mündet in den Linthkanal                                                                   |
| Strubengraben      | CH002432 | links0 | 004,2000    | 0001,830   |            | bei Grossgiessen, Benken                  | 41100000          | Mündet in den Linthkanal                                                                   |
| Steinenbach        | CH000771 | rechts | 016,3000    | 0035,160   | 0001,480   | bei Uznach                                | 40600000          | Mündet in den rechtsseitigen Linth-Hintergraben Linth-Hintergraben mündet in den Zürichsee |
| Alt Linth          | CH000561 | links0 | 011,2000    | 0055,690   | 0002,000   | bei Schmerikon                            | 40600000          | Mündet in den Zürchersee                                                                   |
| Linth              |          |        | 065,3000    | 1141,750   | 0054,300   | südlich von Schmerikon                    | 40600000          | Mündet in den Zürichsee                                                                    |

Anmerkungen zur Tabelle
1. ↑  Von der Quelle zur Mündung. Daten von Swisstopo (map.geo.admin.ch)
2. ↑  Die Daten der Linth zum Vergleich

## Flusshistorie

### Die Linth vor der Korrektion
Als die Linth noch von Mollis quer zum Tal nach Niederurnen und Ziegelbrücke floss, wurde die Ebene zwischen Näfels, Weesen und Ziegelbrücke ab 1762 regelmässig durch verheerende Wassermassen überschwemmt. Auch die Uferregionen des Walensees blieben nicht verschont. Der Auslöser waren die im 18. Jahrhundert beginnenden systematischen Abholzungen der Berghänge im Glarnerland. Das geschlagene Holz wurde als Baumaterial benötigt, zu Holzkohle verarbeitet oder diente als billiges Brennmaterial im Kachelofen oder Kochherd. Bei Regen lösten sich an den kahlgeschlagenen steilen Berghängen Murgänge. Dies führte zu einer starken Zunahme des Geschiebes in der Linth. An Stellen, wo der Fluss aufgrund geringen Gefälles langsamer fliesst, wird das mitgeführte Sediment im Flussbett abgelagert. Im Jahre 1762 waren die Ablagerungen in der Linthebene bei Ziegelbrücke so hoch, dass die Maag, die den Walensee über die Linth in den Zürichsee entwässert, rückwärts zu fliessen begann. In der Folge stieg der Wasserspiegel des Sees an und überschwemmte die ufernahen Gebiete. Bei jedem grösseren Niederschlag wurden nun regelmässig Gebiete um den See und in der Linthebene überschwemmt. Dies führte zur Versumpfung und dadurch zur Zerstörung grosser Kulturlandflächen. Durch die häufigen Hochwasser und hohe Luftfeuchtigkeit kam es vermehrt zu Tuberkulose und Malaria.
Die betroffenen Kantone Glarus, Schwyz und St. Gallen zogen die Eidgenössische Tagsatzung zur Rate. Diese beauftragte den Berner Ingenieur Andreas Lanz mit einer Sanierung der Linth. Der Kostenvoranschlag von rund 90.000 Gulden schreckte aber die Tagsatzung ab.

### Linthkorrektion
Die Linth ist ein Beispiel für Schweizer Gewässerkorrektionen. 1783 gab die Tagsatzung ein Projekt für die Korrektion der Linth in Auftrag, das jedoch erst 1804 zu konkreten Bauplänen führte. Das Projekt sah die Kanalisierung der Linth ab Mollis vor. Der Kanal sollte zuerst in den Walensee geleitet werden, der als Auffangbecken für das Geschiebe vorgesehen war. Zwischen Walen- und Zürichsee sollte das Flussbett begradigt werden. Die Bauarbeiten unter der Leitung von Hans Conrad Escher begannen 1807 dank dessen guten politischen Beziehungen. Der heute als Escherkanal bekannte Kanalteil bei Mollis wurde 1811 eröffnet. 1816 waren die Arbeiten am Kanal zwischen Walensee und der Grynau beendet. Die Zuflüsse aus dem Gaster und der March wurden in zwei Kanälen links und rechts des Hauptkanals, den Linth-Seitenkanälen gesammelt, wodurch der Kanal frei von Geschiebe gehalten wird. Nach dem Tod von Hans Conrad Escher im März 1823 verlieh der Zürcher Regierungsrat seiner Familie das Recht, den Namenszusatz „von der Linth“ zu tragen. Die weiteren Arbeiten wurden durch den Bündner Ingenieur Richard La Nicca betreut. Der Kanalbau bis zum Zürichsee erfolgte erst ab 1866.
Durch die Linthkorrektion wurde der Wasserspiegel des Walensees um 5,5 Meter gesenkt. Die Ried- und Sumpfflächen zwischen den beiden Seen wurden bis zum Zweiten Weltkrieg zur Streugewinnung weiter kontrolliert bewässert. Die Trockenlegung durch Drainage erfolgte erst durch die Linthmelioration nach 1938 im Rahmen der so genannten «Anbauschlacht».

Karten und Pläne
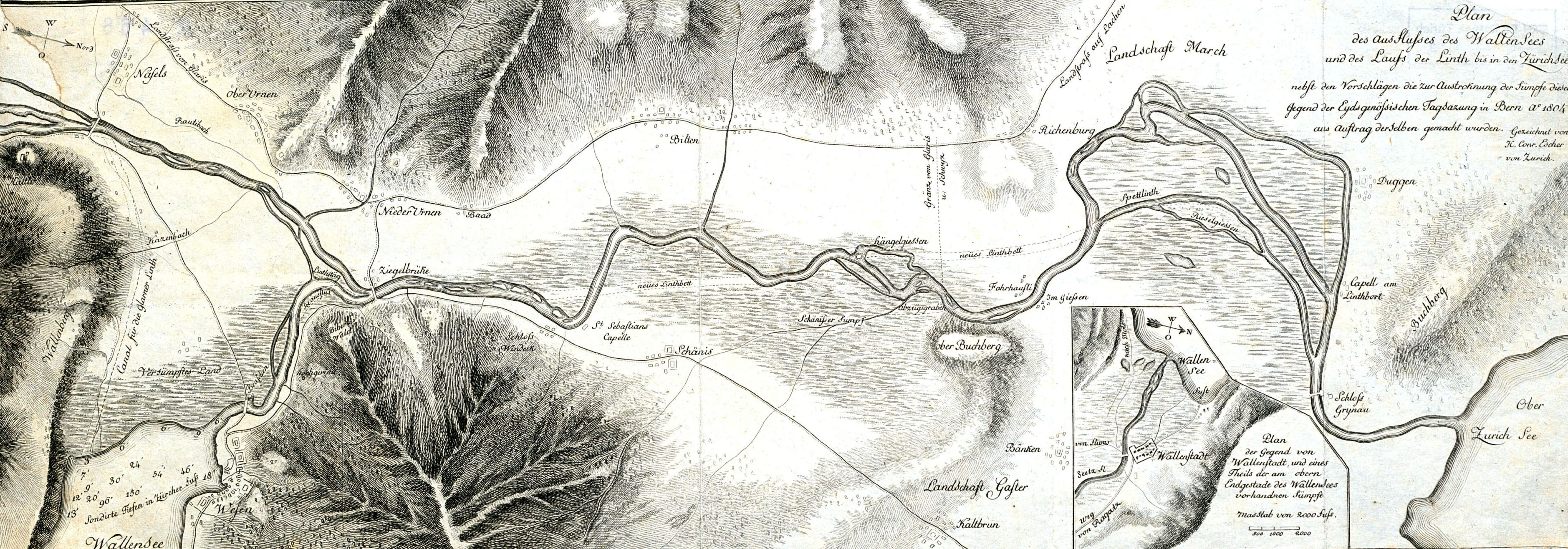
Karte der Linthebene von 1804 von Hans Conrad Escher
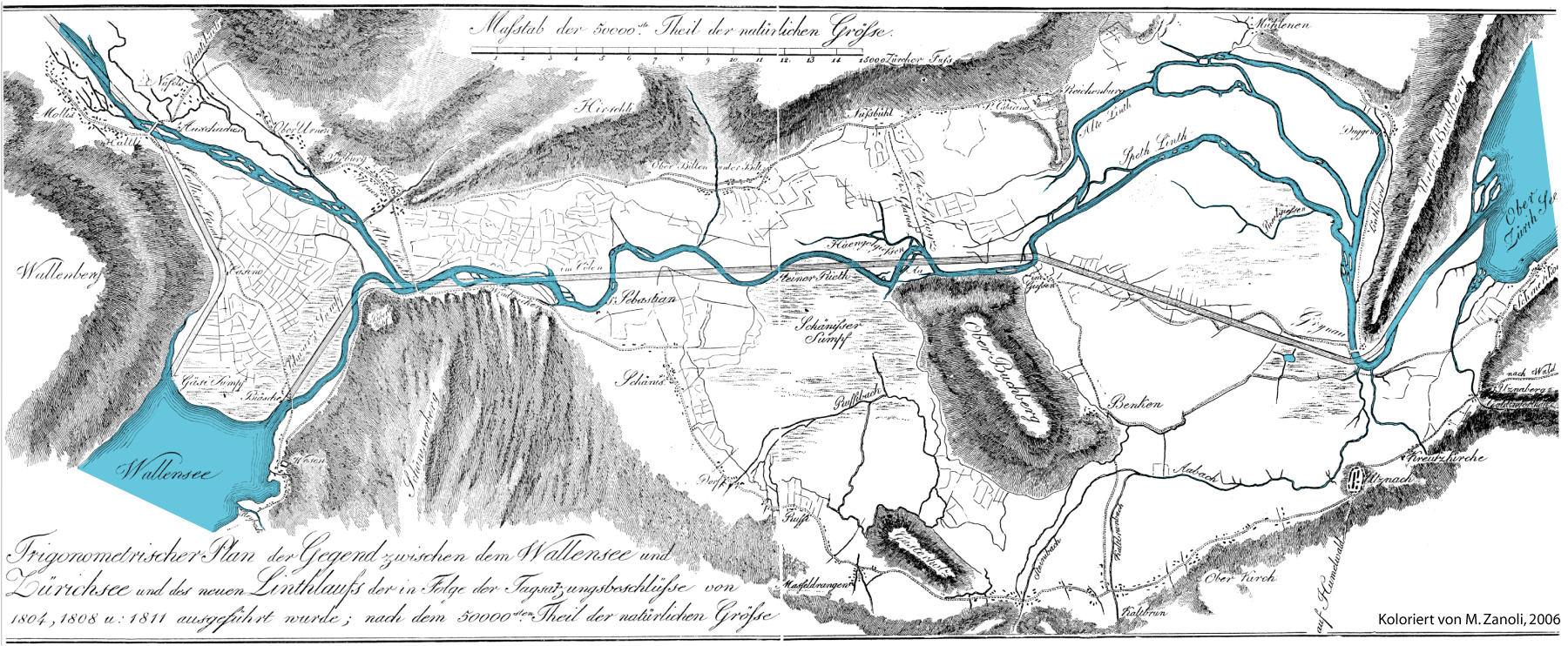
Die Linth vor und nach der Korrektion auf einem Plan um 1811; nachkoloriert der alte Linthlauf
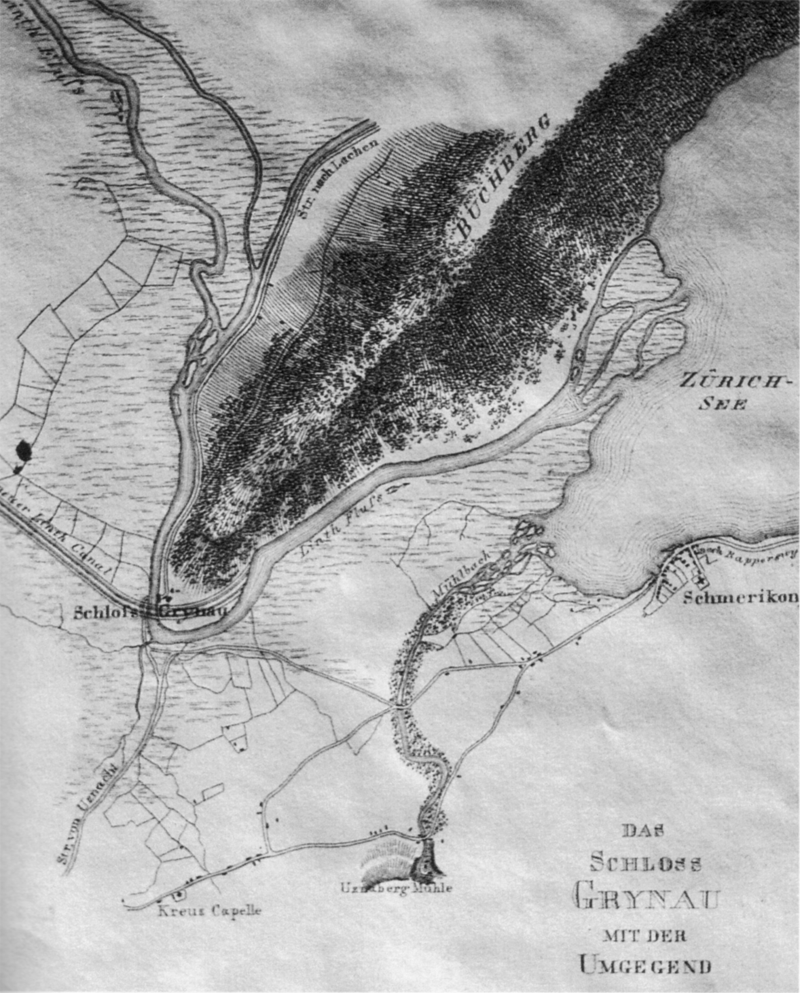
Die alte Linthmündung und die Situation beim Schloss Grynau vor der Linthkorrektion

### Das Linthwerk
Linthwerk heissen die im 19. Jahrhundert geschaffenen Hochwasserschutzanlagen der Linth zwischen Mollis/Näfels und Walensee (Escherkanal) sowie Walensee und Zürichsee (Linthkanal). Zum Linthwerk gehören die Linth, alle Dämme, die angrenzenden Seitengewässer (Hintergräben), Waldreservate und Wiesen im Gäsi am Walensee.
Als Linthwerk wird auch die verantwortliche Verwaltung der Hochwasserschutzanlagen bezeichnet. Das Linthwerk ist eine öffentlich-rechtliche Anstalt mit eigener Rechtspersönlichkeit.

### Erste Gesamtsanierung: Projekt Linth 2000
Bei den Hochwassern der Linth 1999 und 2005 konnte ein Brechen der Dämme nur knapp verhindert werden. Eine Gesamtsanierung des Linthwerks drängte sich auf und wurde mit dem Projekt Hochwasserschutz Linth 2000 realisiert. Die Planungszeit dauerte von 1998 bis 2008, die Ausführung erfolgte von 2008 bis 2013.
Wichtigste Ziele des Projekts waren die Sicherung des Hochwasserschutzes für weitere hundert Jahre und eine teilweise Renaturierung des Linthlaufes. Am Linthwerk setzte man das 1993 in Kraft getretene Bundesgesetz über den Wasserbau erstmals an einem Grossprojekt um. Die technische Planung stützte sich unter anderem auf Modellversuche an der Versuchsanstalt für Wasserbau, Hydrologie und Glaziologie der ETH Zürich (VAW). In den Planungsprozess eingebunden waren neben Baufachleuten auch Ökologen, Vertreter von Landwirtschaft, Umweltverbänden und Fischerei.
Vor der Umsetzung des Projekts Linth 2000 wurde die Rechtsform des Linthwerks verändert. Seit dem 1. Januar 2004 liegt die politische Verantwortung für das Linthwerk bei den vier Kantonen Glarus, Schwyz, St. Gallen und Zürich (Linthkonkordat), unter Führung der Linthkommission. Ausführendes Organ ist die Linthverwaltung unter der Leitung des Linthingenieurs, der auch das Projekt Linth 2000 leitete.

### Das Linthwerk nach der Sanierung
Am Escherkanal begann die Bauzeit mit dem Spatenstich vom 25. September 2008 und wurde am 14. Mai 2011 mit einem Festakt abgeschlossen. Die Arbeiten umfassten die Verstärkung und teilweise Erhöhung der Hochwasserschutzdämme zwischen Näfels/Mollis und dem Walensee und Entlastungsmassnahmen für den Hochwasserfall. Mit der Aufweitung «Chli Gäsitschachen» wurden der Glarner Linth auf einem Streckenabschnitt wieder die ursprüngliche Breite und ein freier Lauf zugestanden. In diesem neuen Naturraum kann sich auch Auenwald bilden. Verschiedene Waldflächen am Escherkanal erhielten den Schutzstatus von Reservaten.
Am Linthkanal nahmen die Bauarbeiten den Zeitraum von 2008 bis 2013 in Anspruch. Um das Linthgebiet vor einem 100-jährlichen Hochwasser zu schützen, ergriff man verschiedene Massnahmen: Auf weiten Strecken wurden die Dämme des Linthkanals durch Materialanschüttungen verbreitert und damit verstärkt. Bei engen Platzverhältnissen mussten die bestehenden Dämme streckenweise abgetragen und durch Material mit günstigeren geotechnischen Eigenschaften neu aufgebaut werden. Die Dammverbreiterung hatte die Verlegung der seitlichen Gewässer zur Folge.
Mit dem Bau der Aufweitung im «Hänggelgiessen» erhielt die Linth mehr Raum zur Entfaltung. Hier wurde ausserdem ein Notentlastungswehr als Sicherheitsvorkehrung für Extremhochwasser erstellt. Es leitet im Notfall die überschüssigen Wassermassen kontrolliert in den vergrösserten Hintergraben aus und verhindert so Überströmungen oder Dammbrüche am Linthkanal.
Die Aufweitung «Hänggelgiessen» ist ein ökologisch bedeutsamer Lebensraum für Pflanzen und Tiere. Dieser ist vernetzt mit einem Waldstück am gegenüberliegenden Linthufer. Ein neuer Wildtierkorridor unter der Autobahn A3 schafft die Verbindung. Streckenweise wurden die bisher hart verbauten Ufer des Kanals zu Flachufern umgestaltet und so zugunsten der Natur aufgewertet. In diesen Zonen sind die Dämme mit einem verdeckten Verbau vor Erosion geschützt. Weil keine Grünflächen des Linthwerks gedüngt werden, entwickelt sich ein grosser Artenreichtum an Pflanzen und Tieren auf den Wiesen. Der fachgerechte Unterhalt und regelmässige Kontrollen stellen die Hochwassersicherheit der Anlagen und Nachhaltigkeit für die Natur am Linthwerk sicher.
Das neue Linthwerk ist ein Naherholungsraum für die Bevölkerung und zieht auf rund 70 Kilometern Wegstrecken entlang der Kanäle viele Spaziergänger und Velofahrer an. Es gibt Badeplätze, einen Campingplatz, mit Booten befahrbare Wasserstrecken und Reitzonen. Um Konflikten zwischen Besuchern und Naturschutz vorzubeugen, gelten «Spielregeln», die auf Informationstafeln festgehalten sind. Zahlreiche Tafeln und Stelen orientieren über Geschichte, Bau und Besonderheiten des Linthwerks. Einzelne Bunker aus dem Zweiten Weltkrieg sind mit Bildern ausgestattet, zwei können als Panoramaterrassen genutzt werden. Alle Informationsquellen zusammen bilden ein «Freilichtmuseum» an der Linth.

## Nutzung des Linthkanals
Der Linthkanal ist ein offizieller Schifffahrtsweg und entsprechend mit Schifffahrtszeichen ausgeschildert. Wer über eine kostenpflichtige Bewilligung des Linthwerks verfügt, kann mit einem Motorboot vom Zürichsee in den Walensee oder umgekehrt fahren.
Trotz der starken, aber gleichmässigen Strömung wird der Linthkanal gerne von Wassersportlern genutzt. Entlang des Kanals befinden sich mehrere öffentliche Flussbäder. Der Linthkanal ist auch gut geeignet für Schlauchboot-, Stand-Up-Paddling- oder Kajak-Fahren. Taucher praktizieren im Linthkanal gerne das Strömungstauchen. Auch Fischfang wird im Linthkanal betrieben, jedoch gingen die Fangzahlen zuletzt drastisch zurück. Wurden in den 1970er-Jahren noch rund 10 Tonnen Äschen und Forellen pro Jahr gefangen waren es im Jahr 2023 gerade einmal noch 36 Kilogramm. Infolge wurde auf rund zwei Dritteln des Kanals ein dreijähriges Fangverbot erlassen, welches ab dem 1. Januar 2025 gilt.

## Brücken

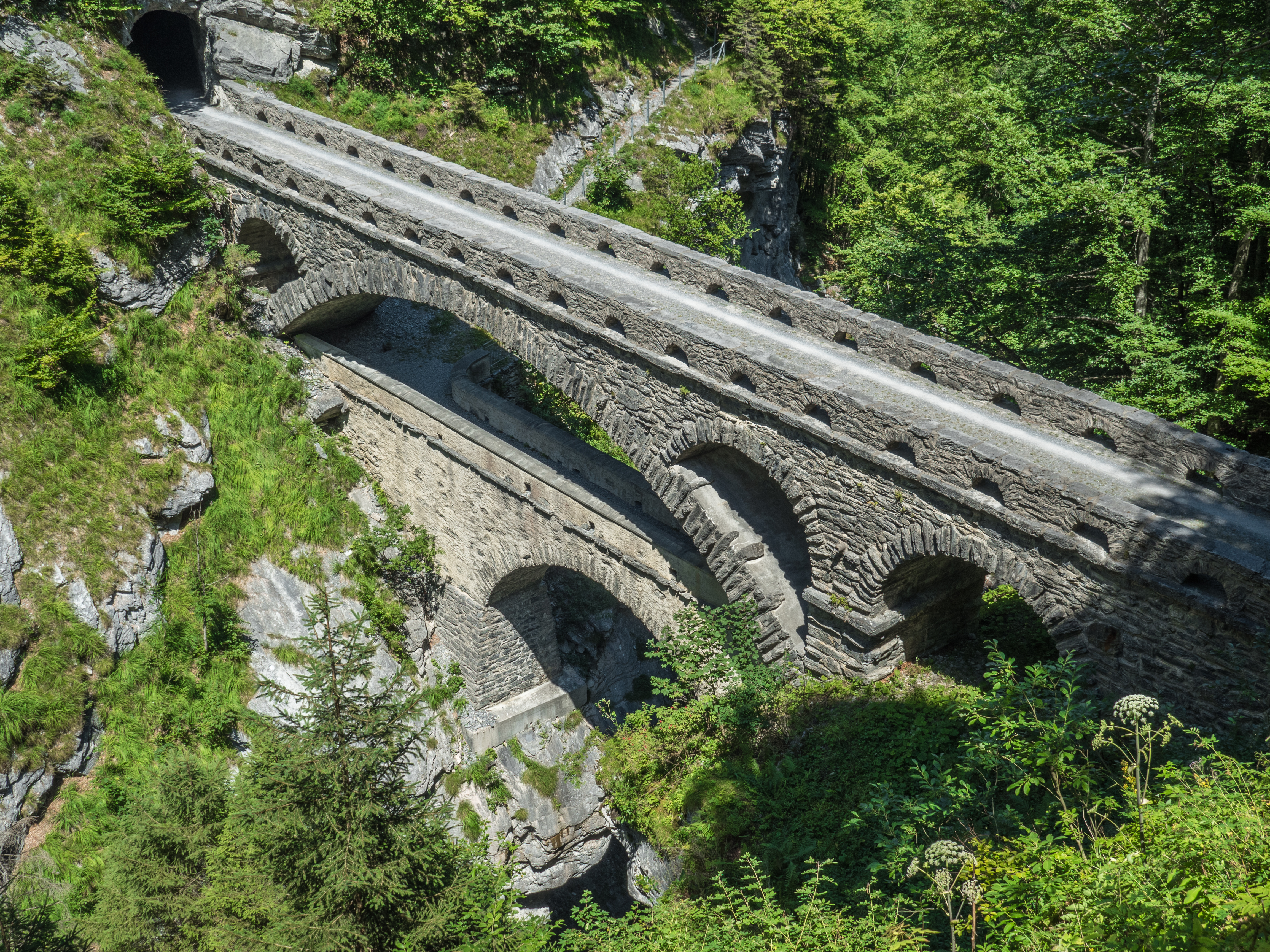
Pantenbrücke Doppel-Steinbogenbrücke (1854/1902) über die Linthschlucht, Linthal-Tierfehd GL

Auf ihrem Weg wird die Linth von über 70 Brücken überspannt.
Zwei Steinbogenbrücken überqueren den Fluss: Die ehrwürdige Pantenbrücke, eine Doppelbrücke über die Linthschlucht in Linthal sowie die Linthbrücke in Rüti als älteste erhaltene Brücke über die Linth, wahrscheinlich in der zweiten Hälfte des 19. Jahrhunderts gebaut.
Zwölf Eisenbahnbrücken überspannen die Linth, wobei die Glarnerlinie den Fluss zwischen Linthal und Ziegelbrücke siebenmal überquert.

## Verwandte Themen
- Das Linthtal und der Zürichsee sind Überreste des ehemaligen Linthgletschers.
- Der Tuggenersee ist ein um 1550 verlandeter See in der Linthebene.
- Die Überflutung der Linthebene war Teil der militärischen Verteidigungslinie der Schweizer Armee im Zweiten Weltkrieg.
- Nach der Linth ist ein Motorschiff der Zürichsee-Schiffahrtsgesellschaft benannt; erbaut 1952.

## Bilder

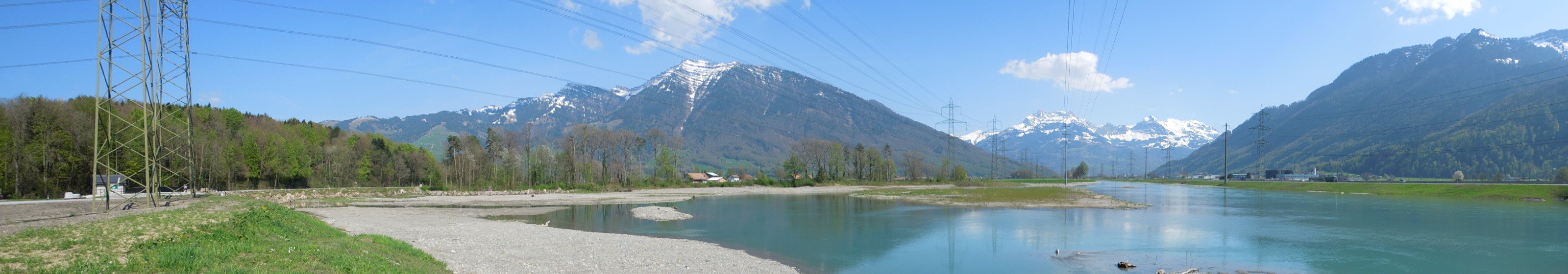
Aufweitung des Linthkanals beim Hänggelgiessen

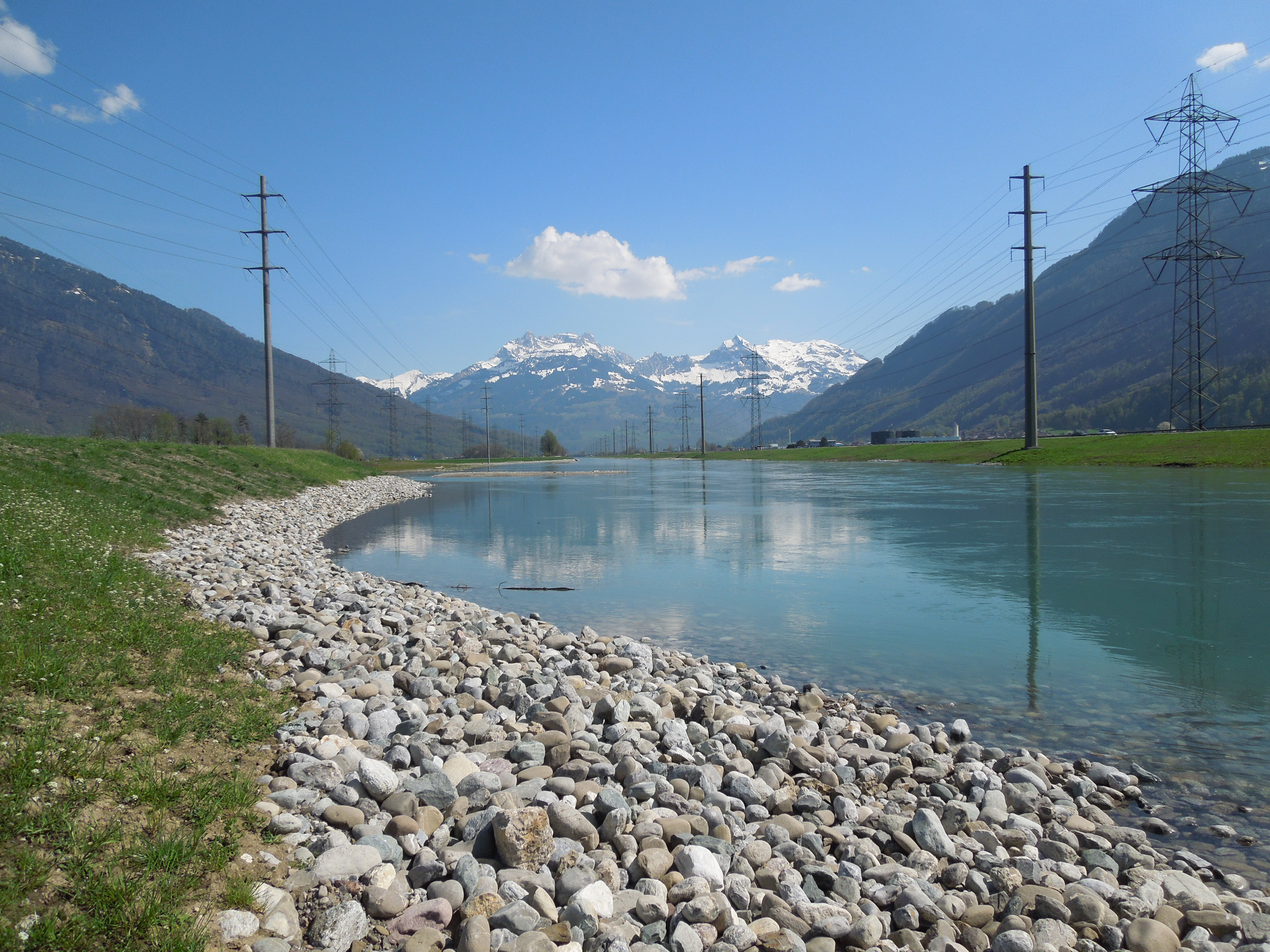
Renaturiertes Ufer beim Hänggelgiessen
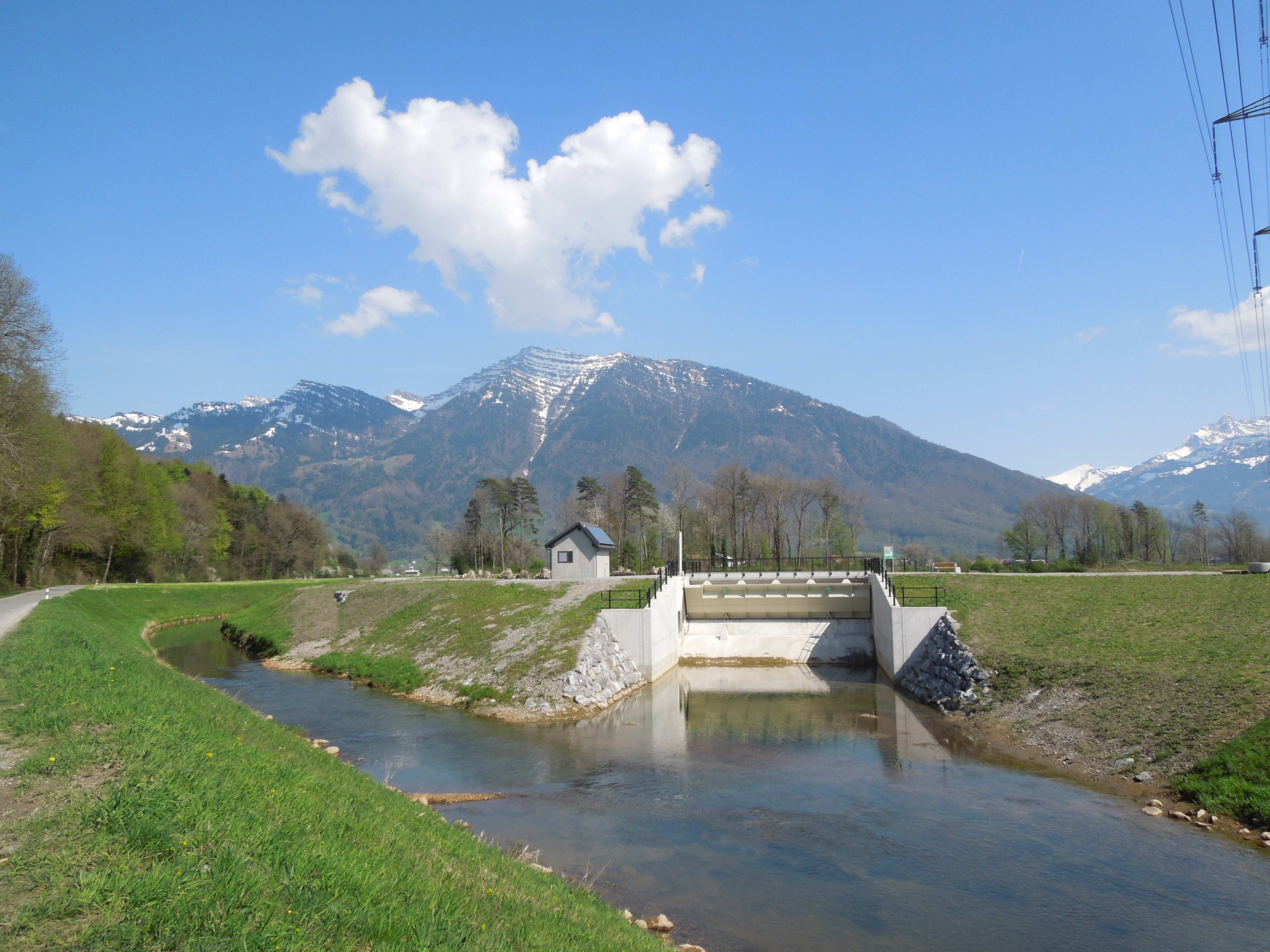
Neues Wehr beim Hänggelgiessen
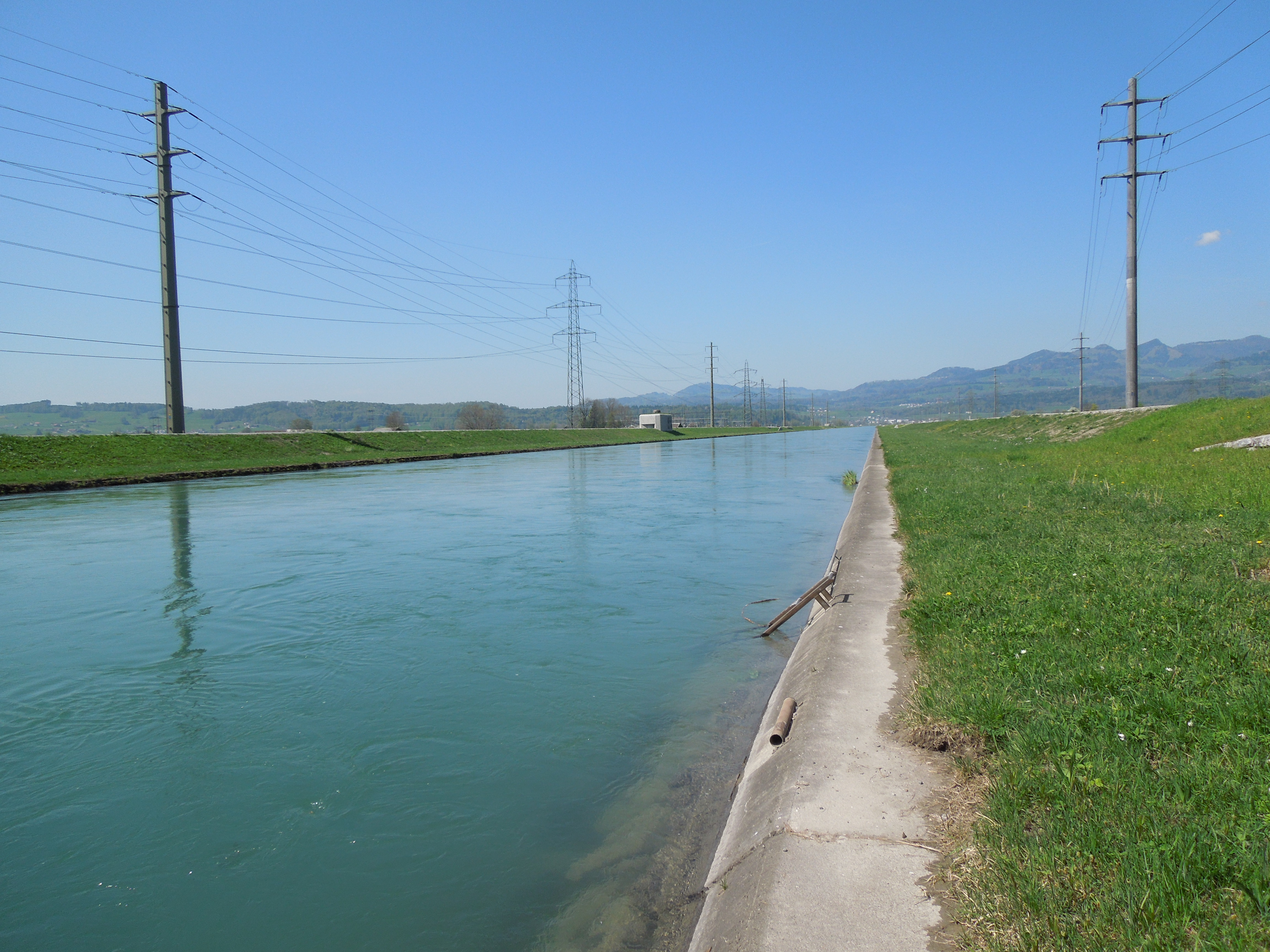
Nicht renaturierte, in den 1980er Jahren betonierte Uferpartie zwischen Sternen Giessen und Grynau
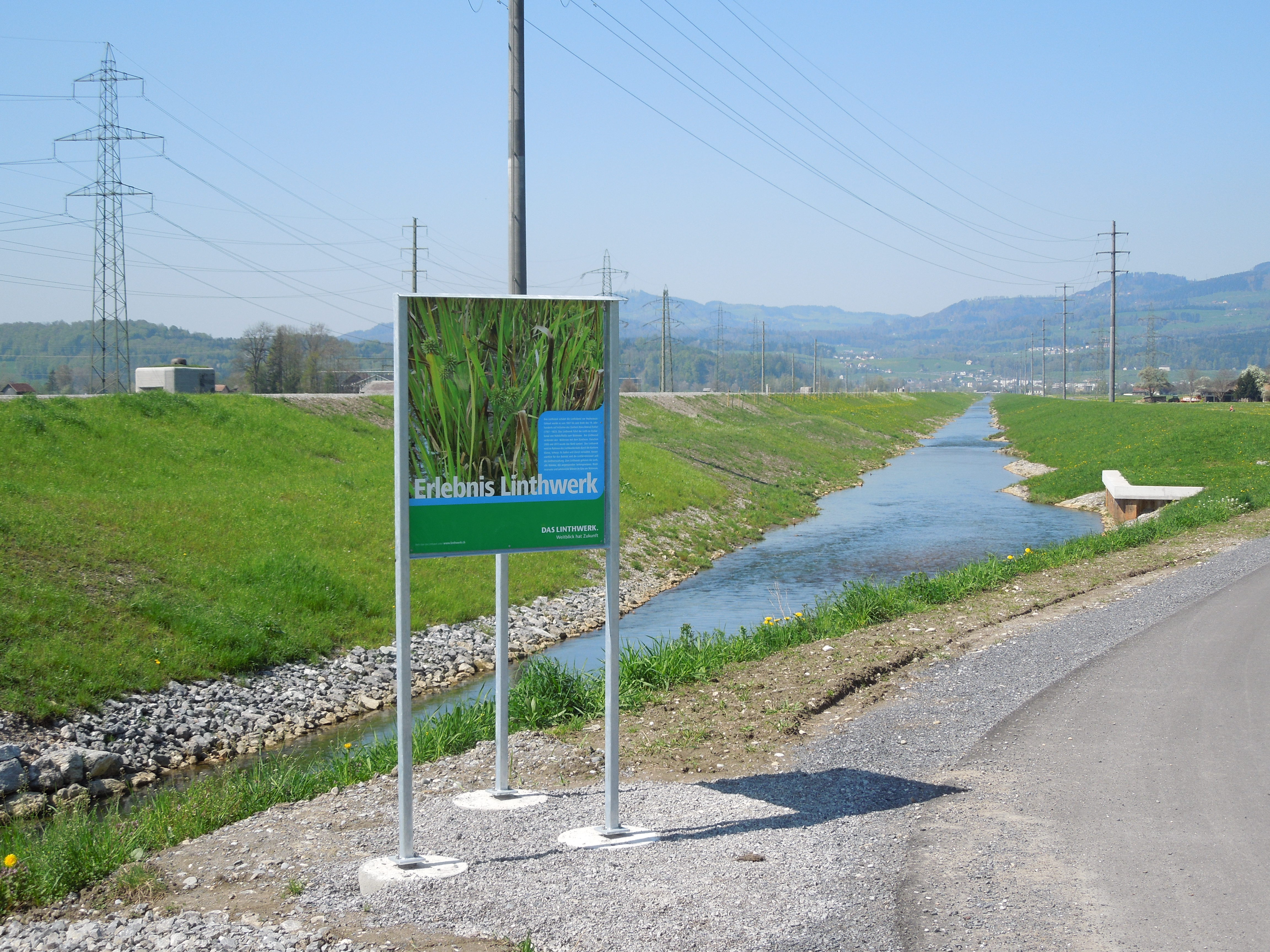
Renaturierter rechtsseitiger Seitenkanal beim Sternen Giessen in Benken
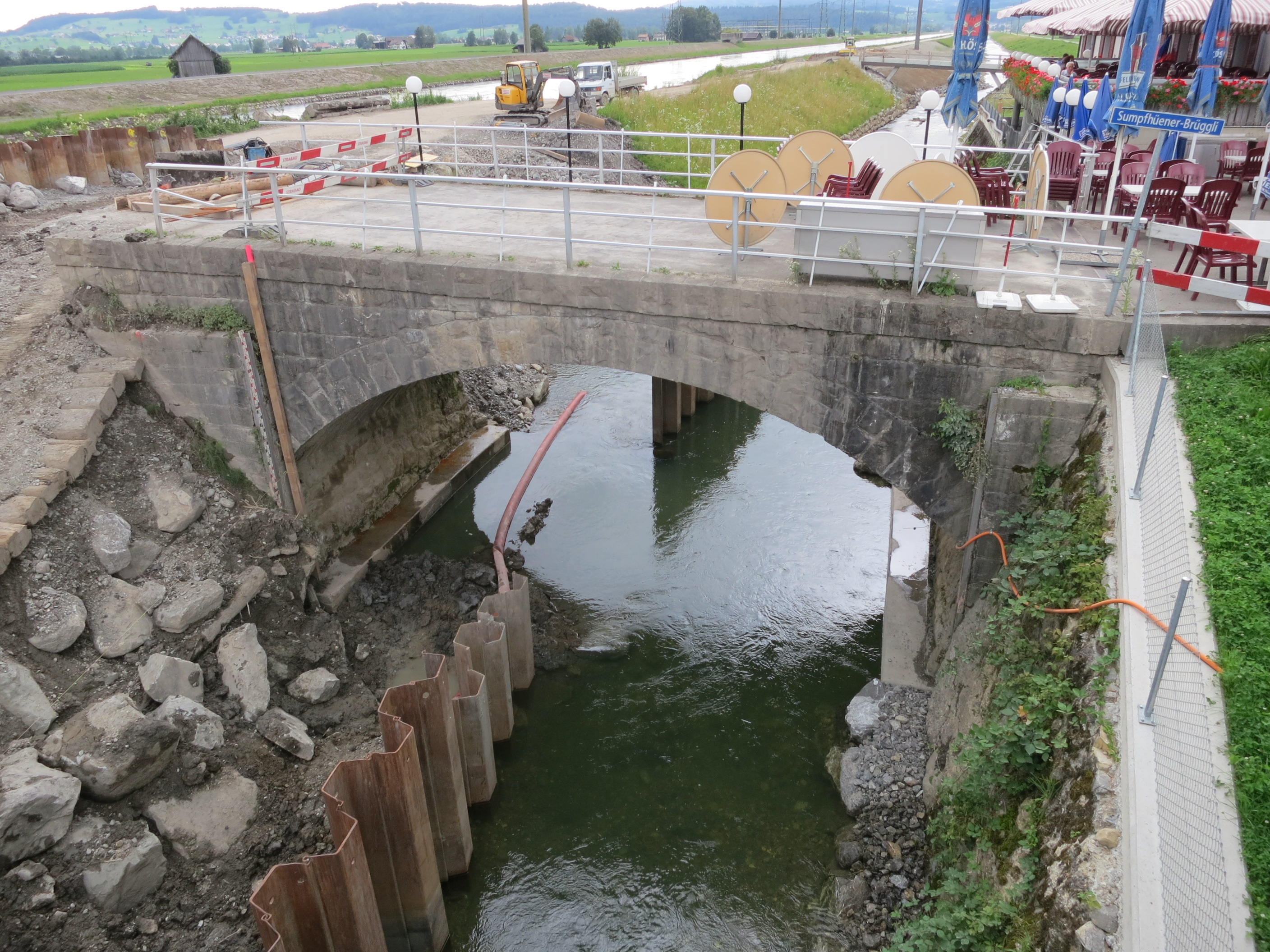
Hochwasserschutz Linth 2000: Bauarbeiten bei der alten Brücke Benken-Giessen von 1888
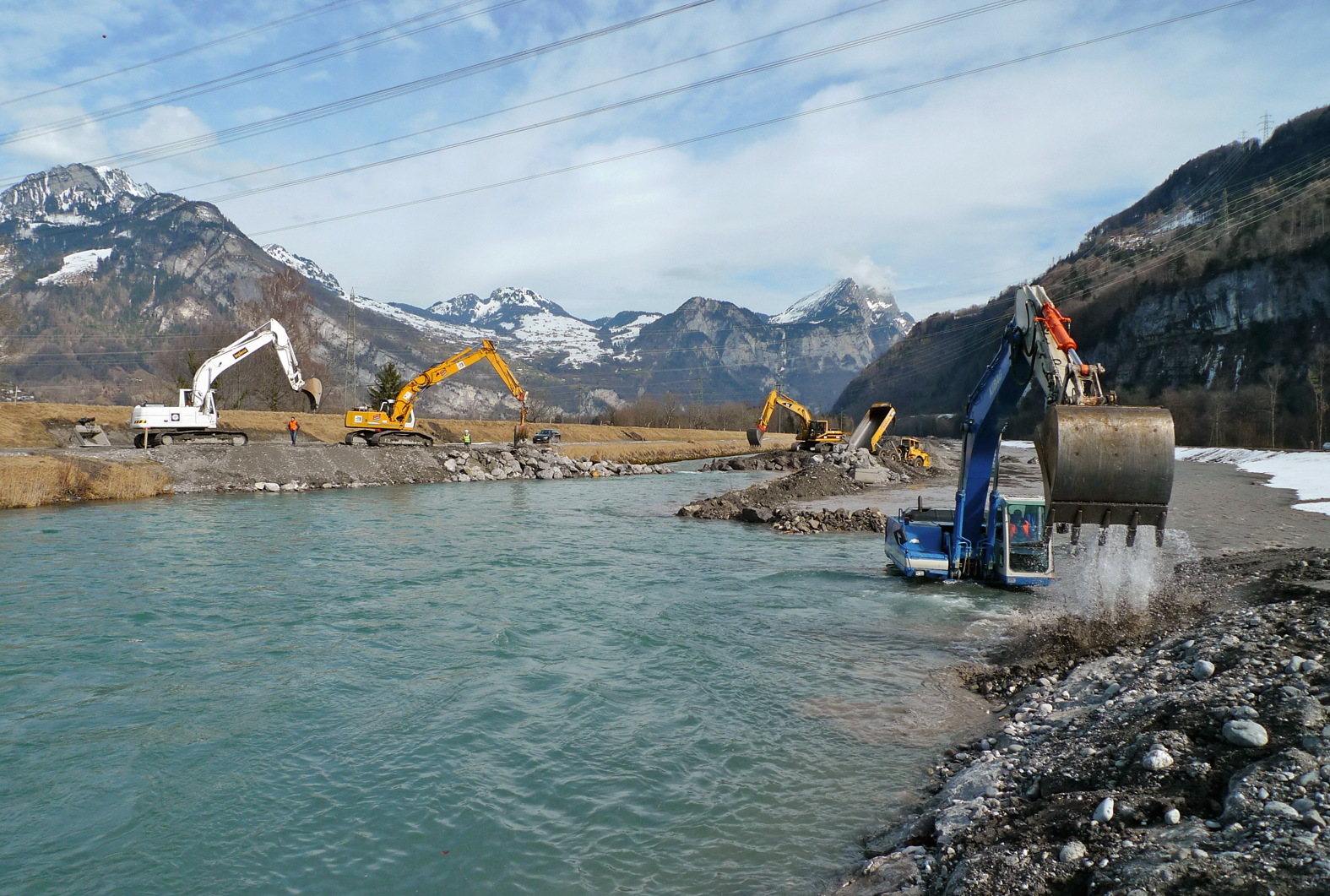
Escherkanal: Umleitung der Linth in die Aufweitung Chli Gäsitschachen am 24. Februar 2010.
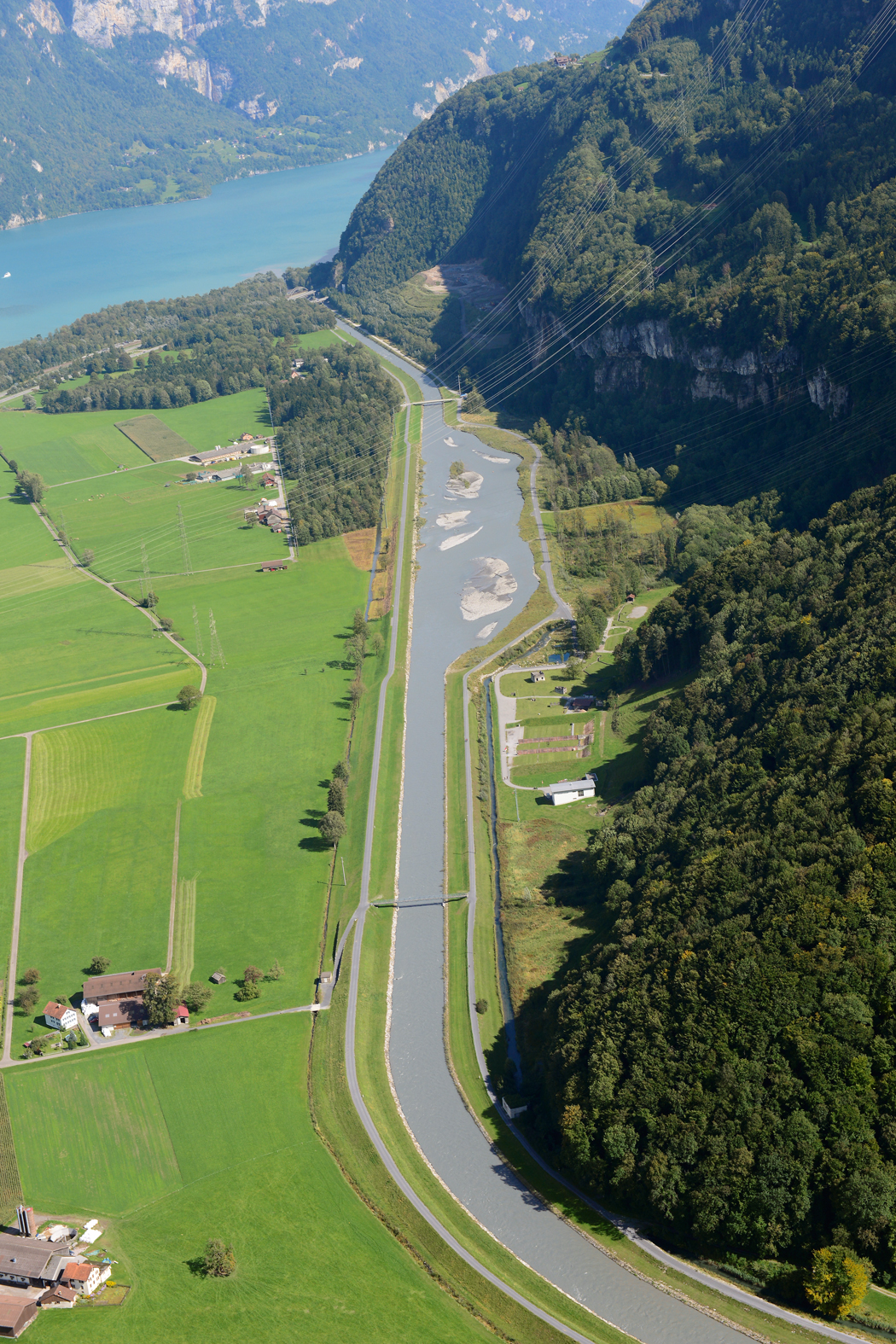
Im Chli Gäsitschachen wieder mit ursprünglicher Flussbreite.
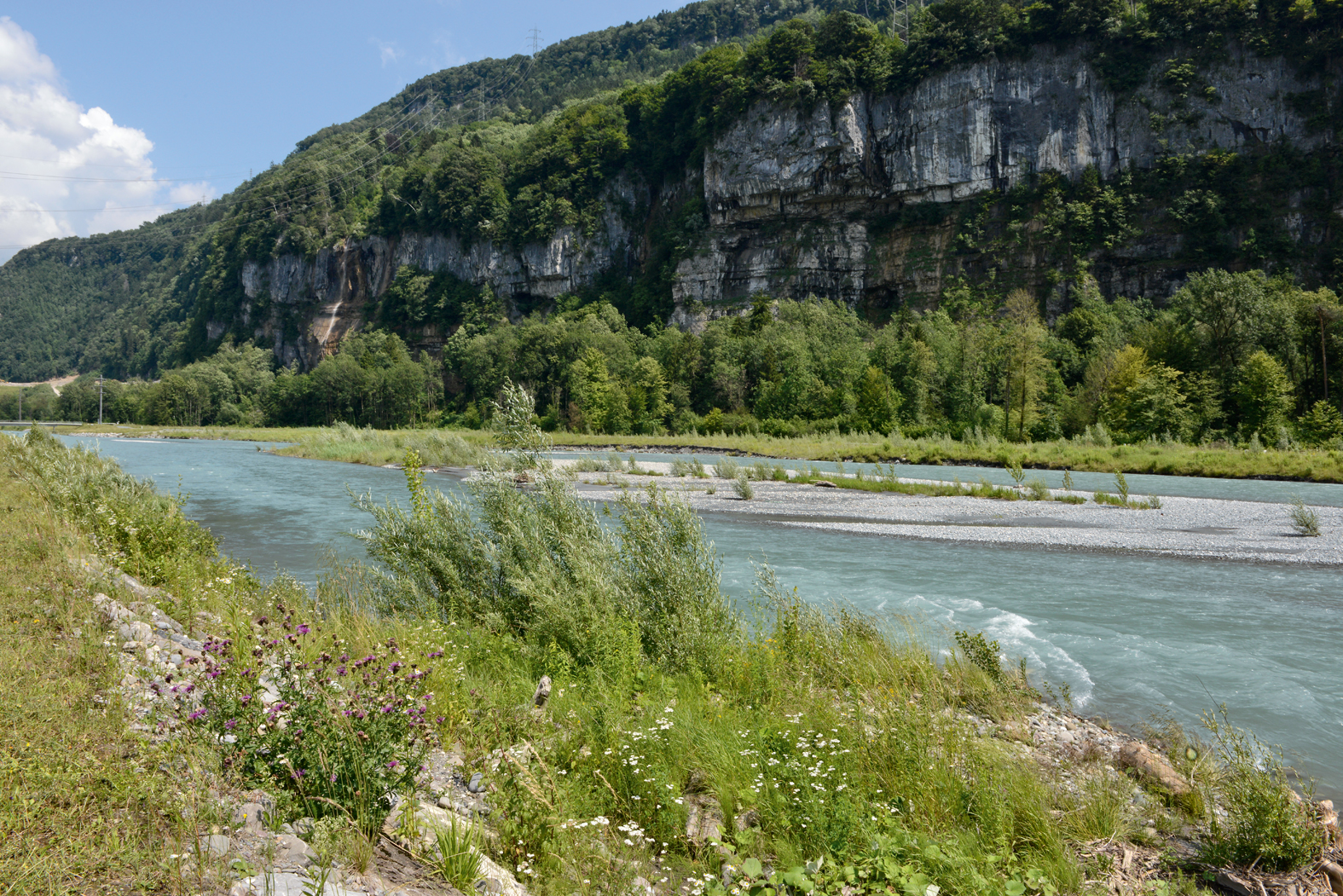
Weiden und Pappeln – Vorboten des Auenwaldes – wachsen am Ufer der Aufweitung.
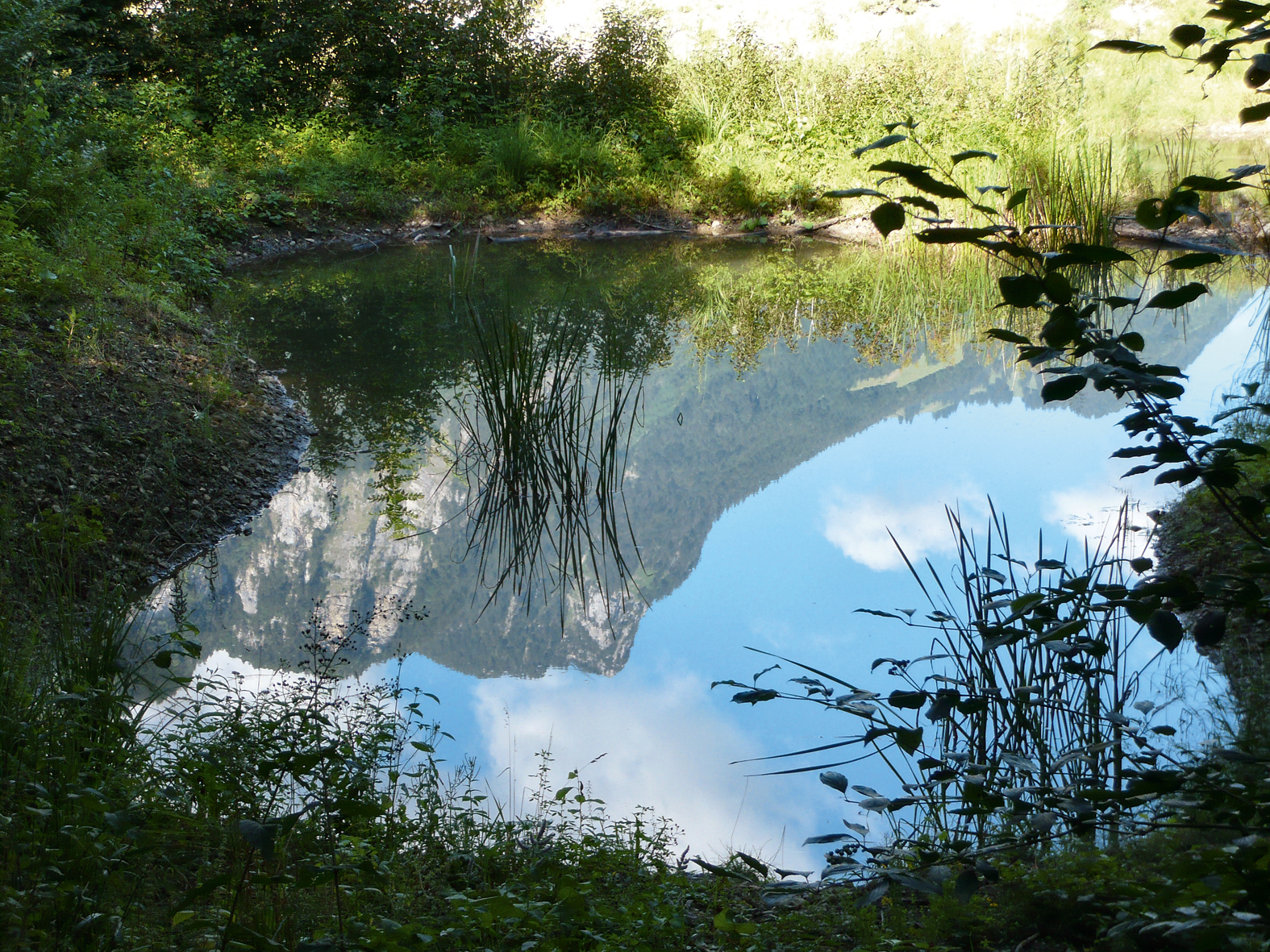
Am Linthwerk entstanden neue Amphibientümpel wie hier im Kundertriet.
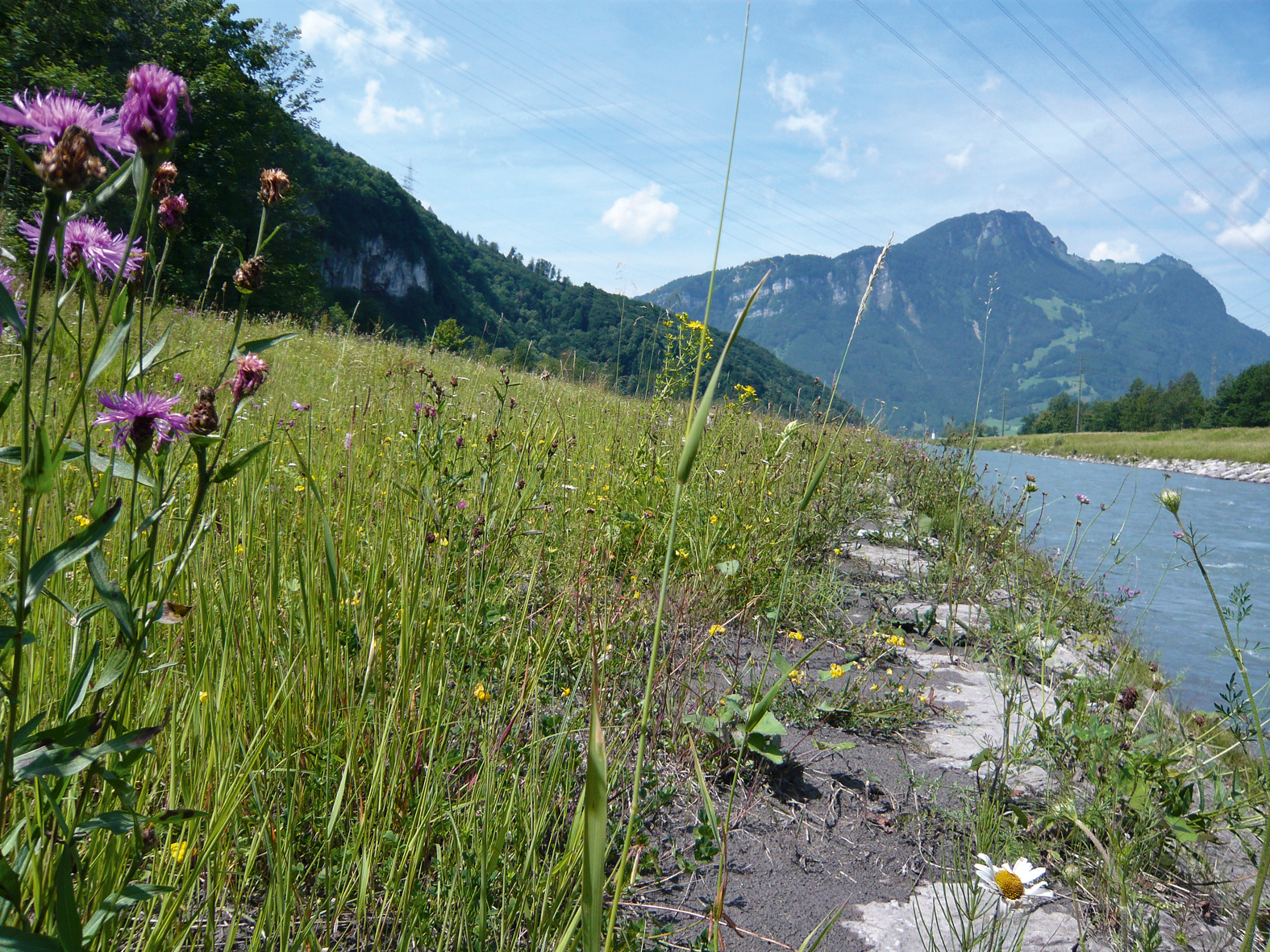
Uferlängsverbau und Naturwiese am Escherkanal.
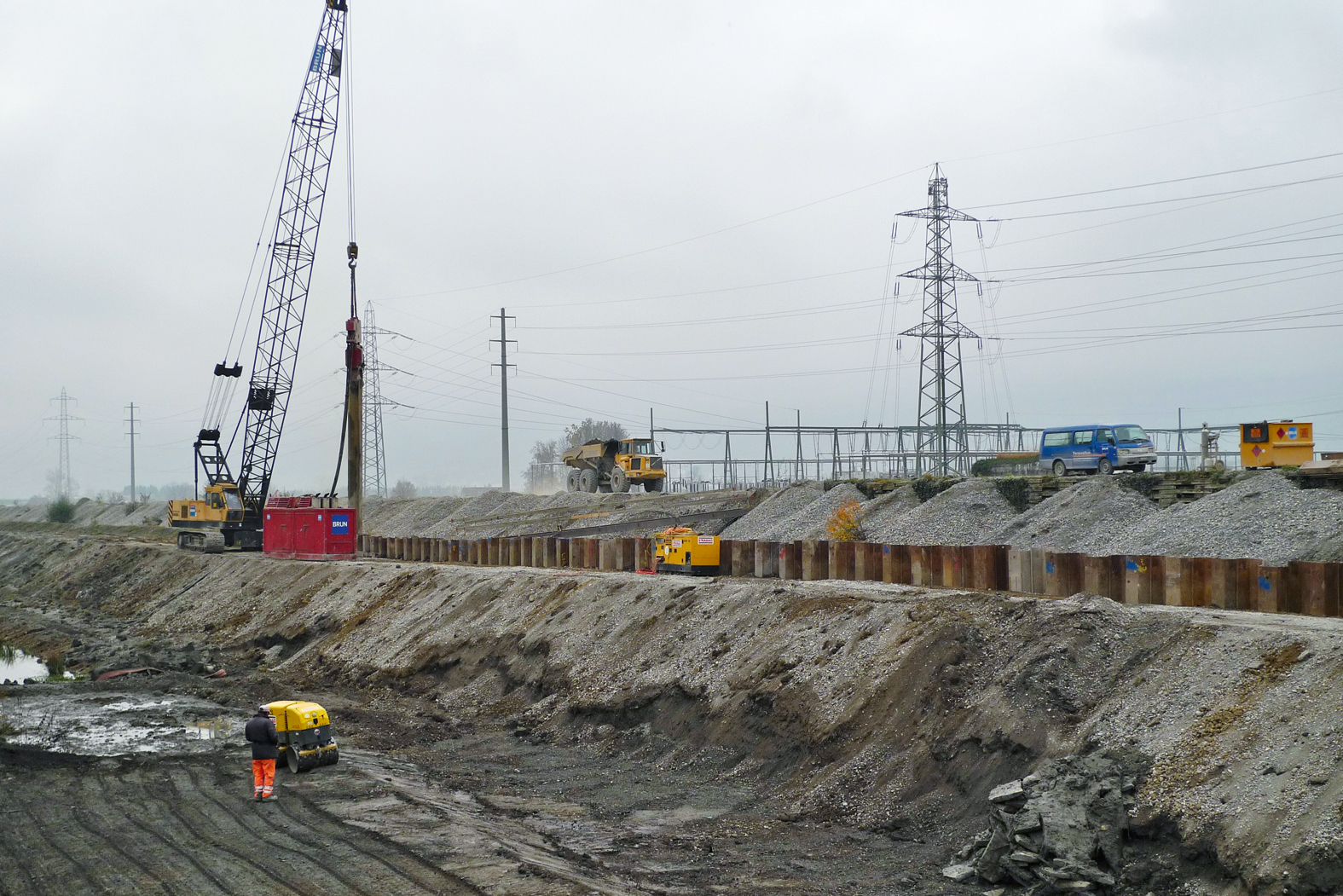
Versetzen und Verbreitern der Dämme am Linthkanal. Abschnittweise wird das Arbeitsfeld trockengelegt.
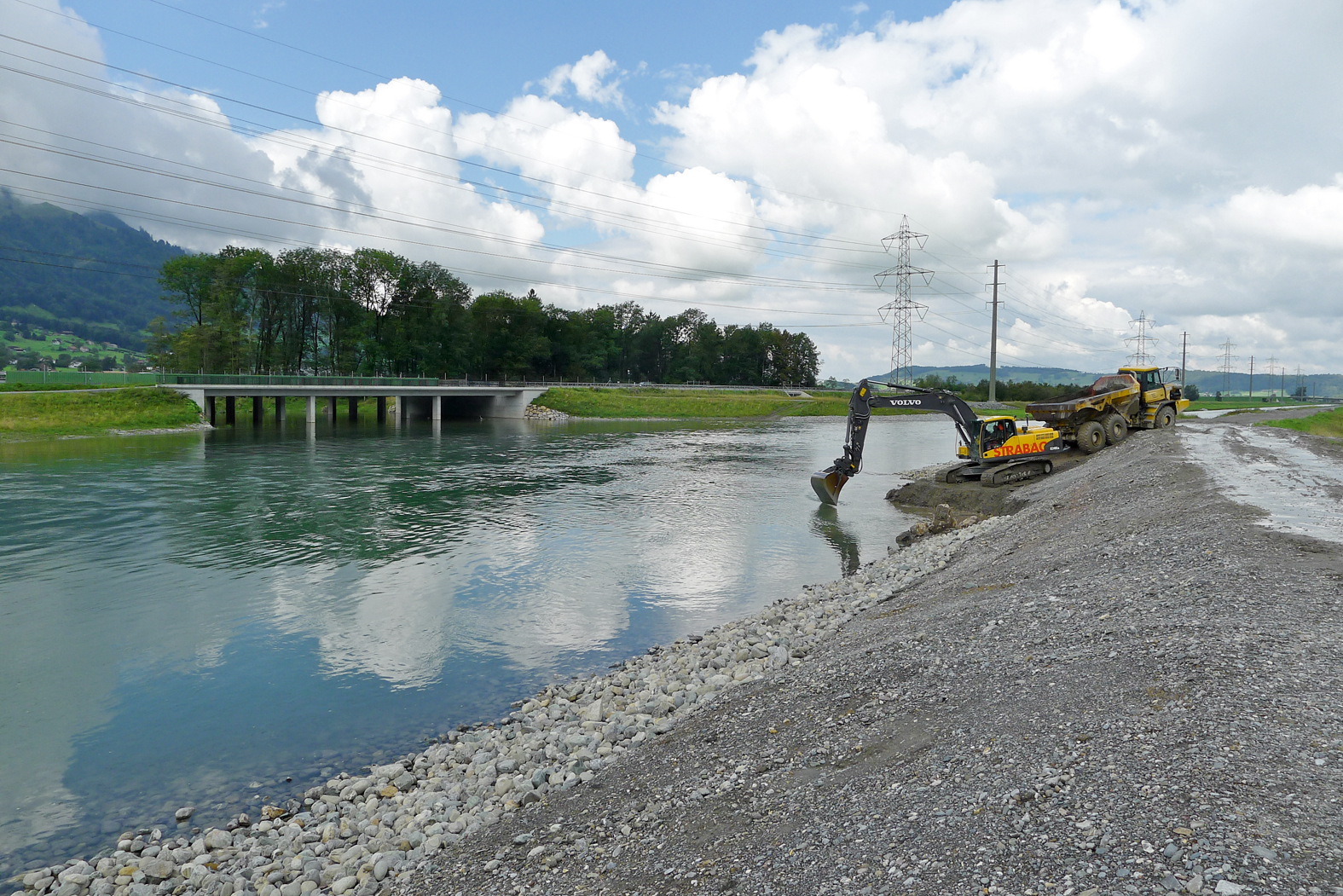
Der Wildtierkorridor unter der Autobahn A3 fördert die Vernetzung.
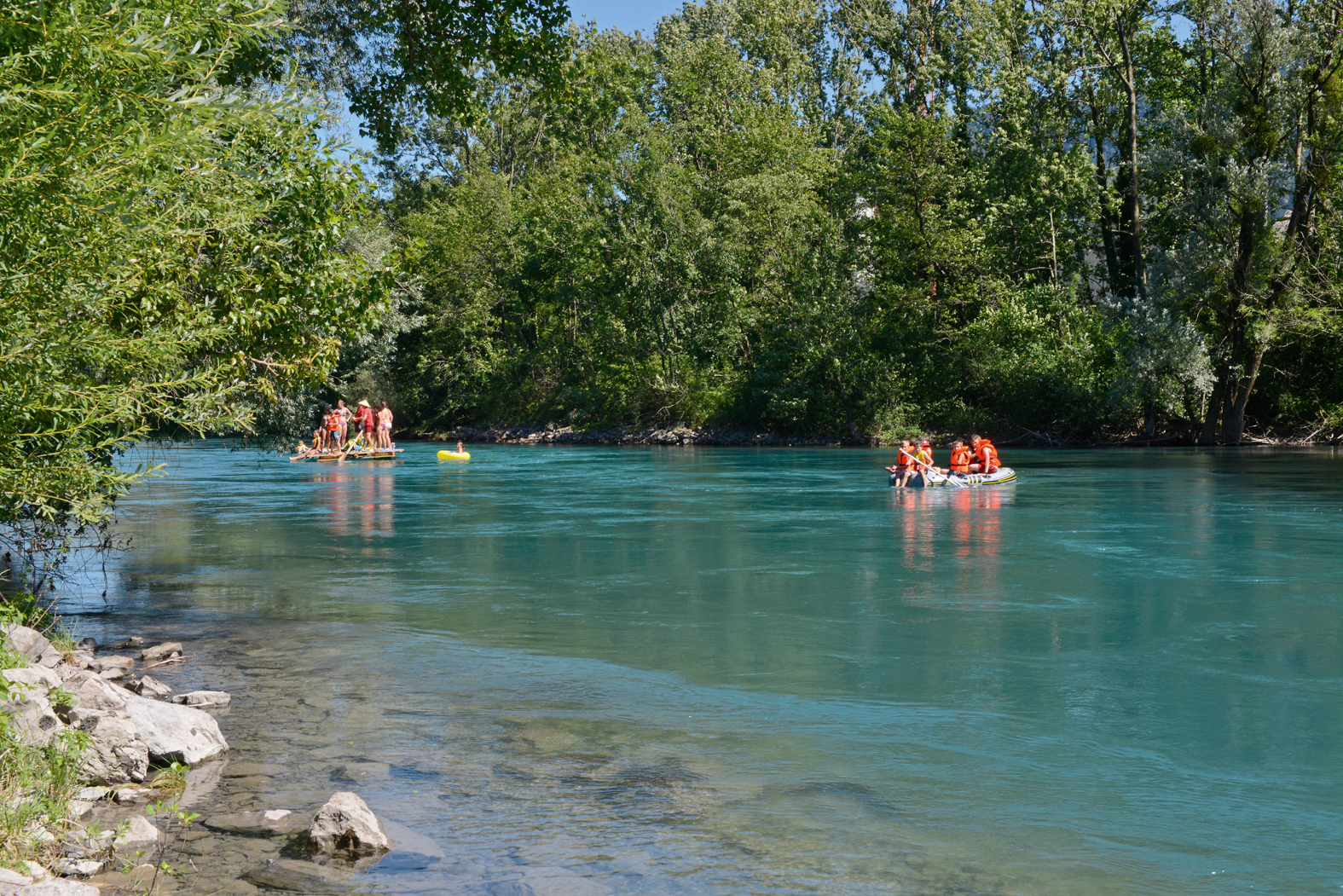
Flussfahrt im oberen Linthkanal.
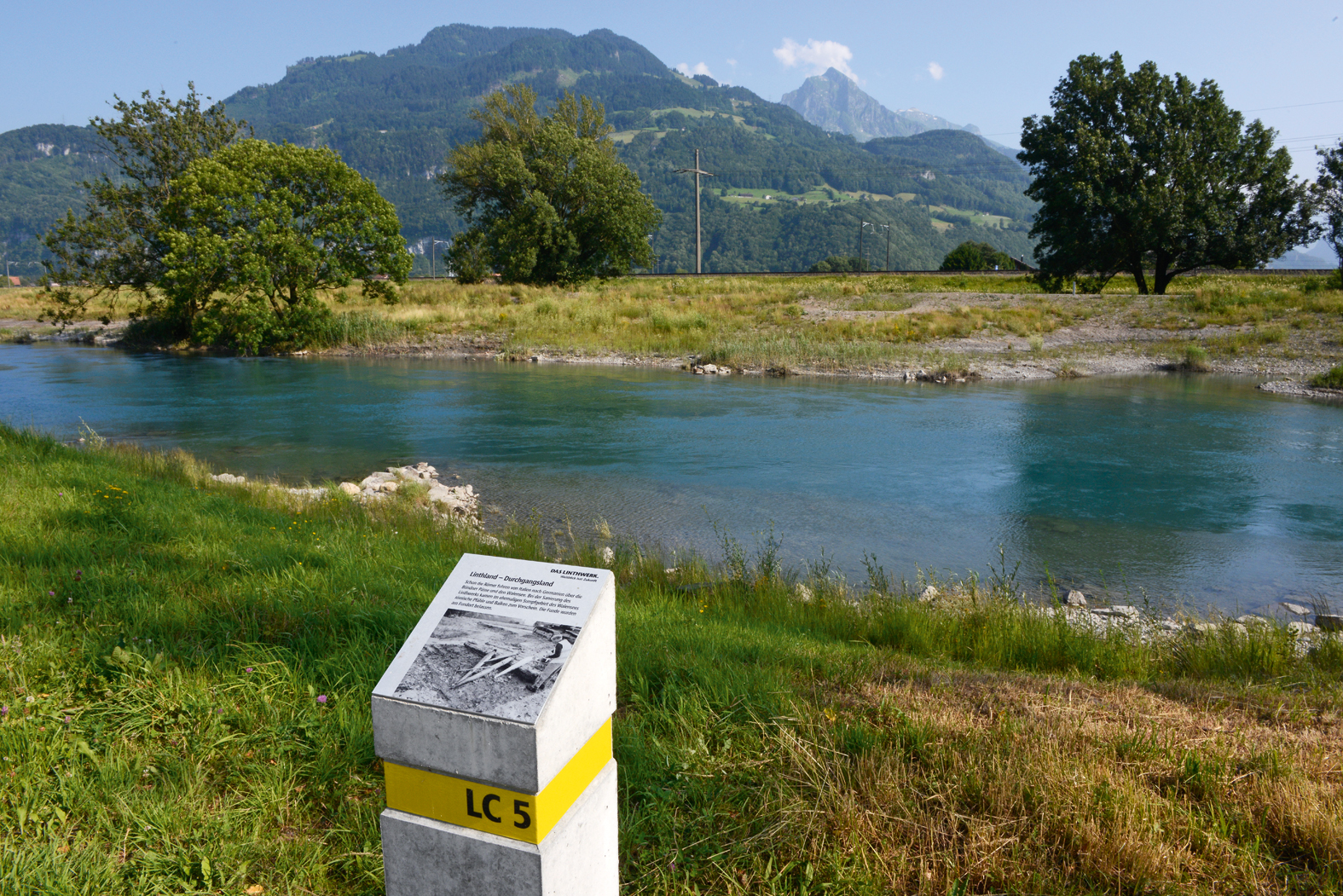
Stelen mit Informationen zur Kulturgeschichte des Linthwerks.
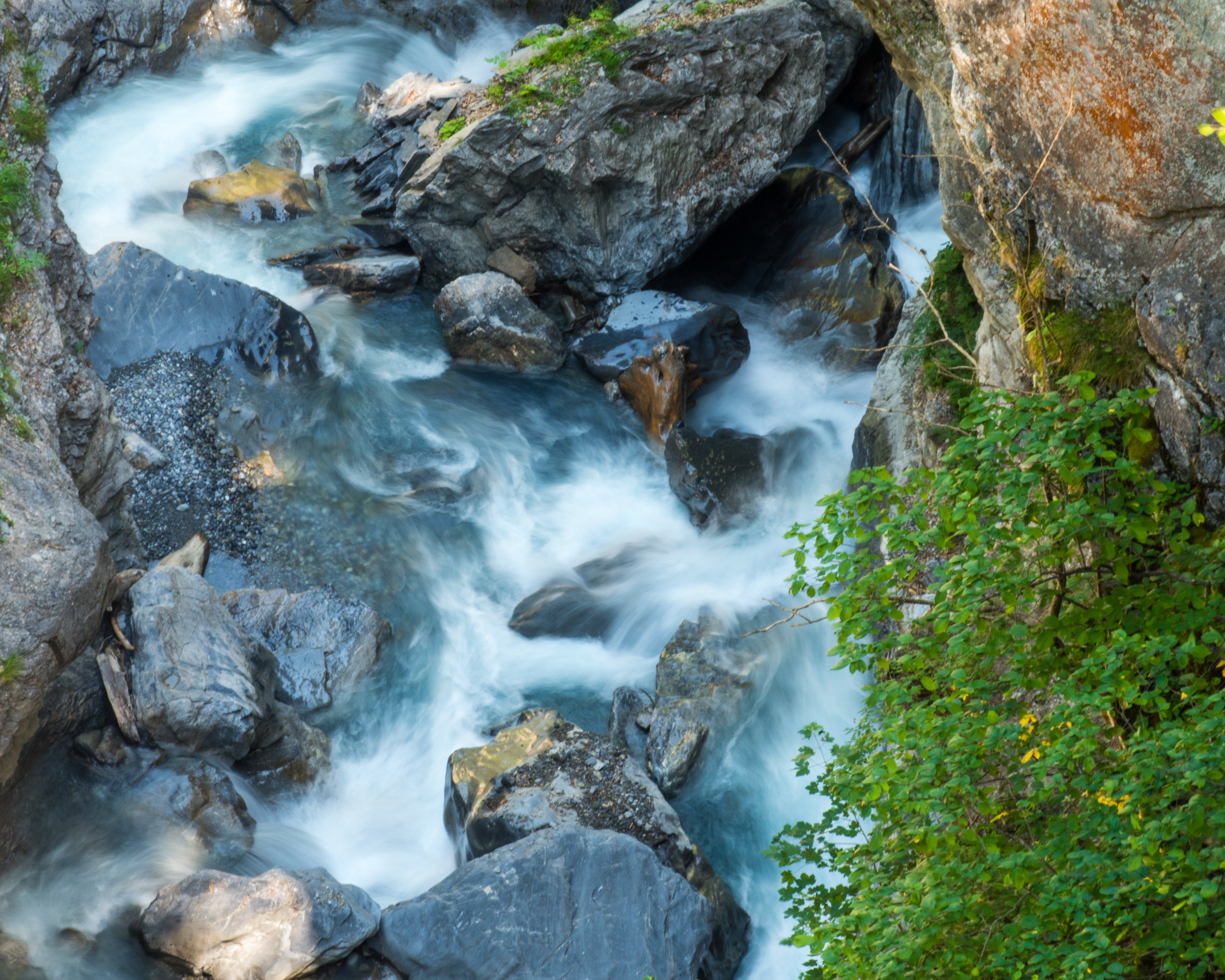
Linthschlucht oberhalb Tierfehd (Luftaufnahme von der Pantenbrücke).